# گپ خصوصی
گپ خصوصی (انگلیسی: PVT Chat) یک فیلم اروتیک درام است که در سال ۲۰۲۰ منتشر شد. از بازیگران این فیلم می‌توان به پیتر وک اشاره کرد. تصویربرداری فیلم مابین ژانویه تا اواسط فوریهٔ ۲۰۱۸ در بروکلین، کویینز و منهتن انجام شد.